# Кондиции

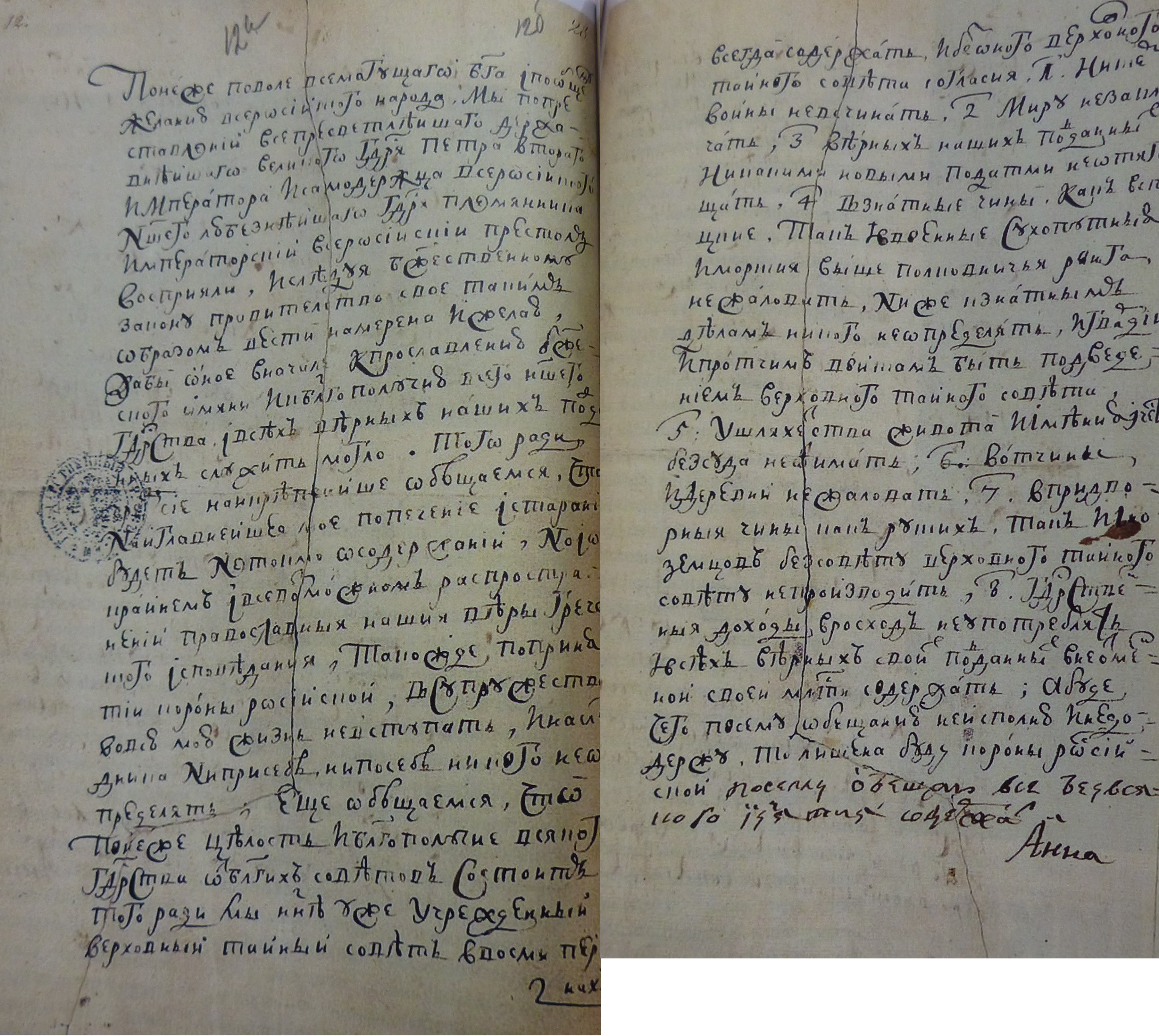
Кондиции

Конди́ции (от лат. condicio «соглашение») — правовой акт, иногда рассматривающийся как документ конституционного содержания, предложенный к подписанию императрице Анне Иоанновне при её вступлении на престол членами Верховного тайного совета (так называемыми «верховниками») в 1730 году.

## Суть документа
Кондиции были составлены членами Верховного тайного совета в период с 18 (29) января по 20 (31) января 1730 года: сразу после смерти Петра II и до их отправки в столицу Курляндии Митаву на представление Анне Иоанновне, которую незадолго перед тем «верховники» избрали наследницей российского престола.

Понеже по воле всемогущего Бога и по общему желанию российского народа мы по преставлении всепресветлейшего державнейшего Великого государя Петра Второго, императора и самодержца Всероссийского, нашего любезнейшего Государя племянника, императорский всероссийский престол восприяли и, следуя Божественному закону, правительство своё таким образом вести намерена и желаю, дабы оное в начале к прославлению божеского имени и к благополучию всего нашего государства и всех верных наших подданных служить могло. — Того ради, чрез сие наикрепчайше обещаемся, что и наиглавнейшее мое попечение и старание будет не только о содержании, но и крайнем и всевозможном распространении православные нашея веры греческого исповедания, такожде, по приятии короны российской, в супружество во всю мою жизнь не вступать и наследника, ни при себе, ни по себе никого не определять. Еще обещаемся, что понеже целость и благополучие всякого государства от благих советов состоит; того ради мы ныне уже учрежденный Верховный тайный совет в восьми персонах всегда содержать и без оного Верховного тайного совета согласия:
1. Ни с кем войны не всчинять.
2. Миру не заключать.
3. Верных наших подданных никакими новыми податми не отягощать.
4. В знатные чины, как в статцкие, так и в военные, сухопутные и морские, выше полковничья ранга не жаловать, ниже к знатным делам никого не определять, и гвардии и прочим полкам быть под ведением Верховного тайного совета.
5. У шляхетства живота и имения и чести без суда не отымать.
6. Вотчины и деревни не жаловать.
7. В придворные чины, как русских, так и иноземцев, без совету Верховного Тайного совета не производить.
8. Государственные доходы в расход не употреблять — и всех верных своих поданных в неотменной своей милости содержать. А буде чего по сему обещанию не исполню и не додержу, то лишена буду короны российской.

Любопытной особенностью Кондиций является то, что документ так и остался неопубликованным «верховниками». Основная масса дворянства могла только догадываться о его содержании — до того момента, как кондиции были зачитаны в собрании чинов 2 (13) февраля 1730 года. И только с этого момента в среде российского дворянства наметился очевидный раскол — приведший, в частности, к появлению программ дворянской оппозиции.
Кондиции, по свидетельствам современников, были лишь предварительным документом, выжимкой более пространного радикального плана князя Голицына, не утверждённого однако внутри Тайного Совета. Не придя к внутреннему соглашению, «Верховники» не предложили собственного проекта будущего государственного устройства, но предложили составить их самим дворянам, которые съехались в Москву для составления очередной Уложенной комиссии и на несостоявшуюся свадьбу Петра II.
Появилось семь основных проектов, причём ни один из них не предусматривал сохранения абсолютизма. Одни предлагали ограничить монарха властью парламента или государственного совета по английскому или шведскому образцу (к чему примыкал проект самого Голицына), другие — сделать императора выборным, как в Польше, некоторые выступали за создание аристократической республики. Самый популярный проект, который поддержали 364 человека, иногда называемый в публицистике проектом Черкасского-Татищева, предусматривал создание «Вышнего правительства» из 21 человека и ввести выборность членов этого правительства, сенаторов, губернаторов и президентов коллегий второй палатой из 100 человек. В этом проекте вовсе упразднялся Верховный тайный совет, поэтому большинство самих «верховников» выступили против него.
Дмитрий Голицын, основной автор Кондиций, не сообщал прямо о том, что власть Верховного тайного совета временная, в результате многие высокопоставленные деятели, а также многие молодые низшие офицеры подумали, будто Голицын и Верховный Тайный совет хотят узурпировать власть. Подобные толкования усугублялись абсолютистской агитацией Феофана Прокоповича.
Начались выступления; когда Анна Иоанновна прибыла в Москву, к ней стали прибывать дворянские делегации, требовавшие отмены Кондиций и возвращения к абсолютизму.

## Разрыв Кондиций Анной Иоанновной

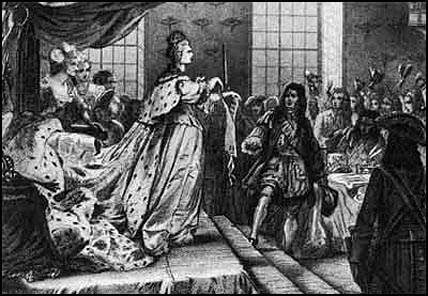
Анна Иоанновна разрывает кондиции. Старинная гравюра

Согласно официальным источникам, 25 февраля (8 марта) 1730 года в Кремлёвском дворце собрались императрица Анна Иоанновна, Верховный тайный совет и дворянская делегация (около 800 человек). Было зачитано прошение, в котором говорилось, что в Кондициях «…заключаются обстоятельства, заставляющие опасаться впредь для народа событий неприятных, которыми враги отечества могут воспользоваться». Тотчас после этого прибыла ещё одна дворянская делегация. Она также подала Анне Иоановне прошение, в котором указывалось на готовность верховников внести поправки в Кондиции в соответствии с желаниями императрицы, что описывалось следующими словами:

Всемилостивейшая государыня, в некоторых обстоятельствах тех пунктов находятся сумнительства такие, что большая часть народа состоит в страхе предбудущего беспокойства, из которого только неприятелем Отечества нашего польза быть может, и хотя мы, с благорассудным рассмотрением написав на оные наше мнение, с подобающею честию и смирением Верховному тайному совету представили, прося, чтобы изволили для пользы и спокойствия всего государства по оному, яко по большему числу голосов, безопасную правления государственного форму учредить, однако же, всемилостивейшая государыня, они еще о том не рассудили, а от многих и мнений подписанных не принято, а объявлено, что того без воли вашего императорского величества учинить невозможно.— Дворянские прошения Анне Иоанновне (25 февраля 1730 года), цит по: Курукин И.В., Плотников А.Б, 19 января–25 февраля 1730 года: события, люди, документы. М., 2010.
 После чего делегация направила императрице Анне просьбу «соизволить собраться всему генералитету, офицерам и шляхетству по одному или по два от фамилий, рассмотреть и все обстоятельства исследовать, согласно мнениям по большим голосам форму правления государственного сочинить», которую та приняла.
Однако гвардейцы стали угрожать оппозиционерам смертью, и после этого было сочинено второе прошение, зачитанное Антиохом Кантемиром: «…всеподданнейше приносим и всепокорно просим всемилостивейше принять самодержавство таково, каково ваши славные и достохвальные предки имели, а присланные к вашему императорскому величеству от Верховного совета и подписанные вашего величества рукою пункты уничтожить». После этих слов офицеры закричали: «Не хотим, чтоб государыне предписывались законы; она должна быть такою же самодержицею, как были все прежние государи».
В четвёртом часу пополудни статский советник Маслов принёс Анне Иоанновне Кондиции и она публично их разорвала (надорванные императрицей листы кондиций и поныне хранятся в Российском государственном архиве древних актов — Ф. 3. Оп. 1. Д. 6. Л. 12а-12б). На следующий день он по поручению императрицы написал присягу на условиях абсолютной монархии, которая была одобрена.
Почти все оппозиционеры после окончательного утверждения Анны Иоанновны на престоле были репрессированы — только Голицын был помилован, вероятно потому что от него исходила инициатива призыва Анны на престол (правда, в 1736 году он был брошен в Шлиссельбургскую крепость за заступничество к репрессированному зятю, где умер).

## Оценки
Попытка введения в России олигархической власти Верховного тайного совета рассматривается некоторыми, как попытка введения конституционной монархии, хотя аргументы в пользу этой версии неубедительны. Екатерина II подчёркивала, что «безрассудное намерение Долгоруких при восшествии на престол императрицы Анны неминуемо повлекло бы за собой ослабление и — следственно, и распад государства; но, к счастью, намерение это было разрушено здравым смыслом большинства».
Однако распространены и другие мнения на этот счёт. Так, Михаил Щербатов в своём памфлете «О повреждении нравов в России» расценивает попытку «верховников» как «великое намерение» и пишет: «Ежели бы самолюбие и честолюбие оное не помрачило, то есть учинить основательные законы государству и власть государеву сенатом или парламентом ограничить». Программа одной из первых декабристских организаций, «Ордена русских рыцарей» (1814), буквально повторяла пункты кондиций.